# Lliga neerlandesa de futbol 1897-98
La Lliga neerlandesa de futbol 1897–1898 va ser disputada per deu equips que participaven en dues divisions. El campió nacional seria determinat per un partit de play-off amb els guanyadors de la divisió de futbol oriental i occidental dels Països Baixos. El RAP va guanyar el campionat en vèncer al play-off el Vitesse Arnhem per 4–2.

## Nous equips
Eerste Klasse East: (nova divisió)
- Go Ahead Wageningen, tornant després d'un any d'absència (anteriorment participava a la divisió oest)
- PW
- SBV Vitesse

Eerste Klasse West:
- Celeritas
- HFC Haarlem

## Divisions

### Eerste Klasse Est
| Pos | Equip               | PJ | PG | PE | PP | GF | GC | Pts | DG | Notes                                   |
| --- | ------------------- | -- | -- | -- | -- | -- | -- | --- | -- | --------------------------------------- |
| 1   | SBV Vitesse         | 4  | 3  | 1  | 0  | 12 | 5  | 7   | +7 | Classificat per la final del campionat. |
| 2   | Go Ahead Wageningen | 4  | 1  | 2  | 4  | 9  | 8  | 4   | +1 | -                                       |
| 3   | PW                  | 4  | 0  | 1  | 3  | 6  | 14 | 1   | -8 | -                                       |

PJ = Partits jugats; PG = Partits guanyats; PE = Partits empatats; PP = Partits perduts; GF = Gols a favor; GC = Gols en contra; Pts = Punts; DG = Diferència de gols

### Eerste Klasse Oest
| Pos | Equip               | PJ | PG | PE | PP | GF | GC | Pts | DG  | Notes                                   |
| --- | ------------------- | -- | -- | -- | -- | -- | -- | --- | --- | --------------------------------------- |
| 1   | RAP                 | 12 | 9  | 2  | 1  | 39 | 8  | 20  | +31 | Classificat per la final del campionat. |
| 2   | Sparta Rotterdam    | 12 | 6  | 4  | 2  | 22 | 13 | 16  | +9  | -                                       |
| 3   | HBS Craeyenhout     | 12 | 6  | 1  | 5  | 24 | 19 | 13  | +5  | -                                       |
| 4   | HFC Haarlem         | 12 | 4  | 3  | 5  | 23 | 23 | 11  | 0   | -                                       |
| 5   | Rapiditas Rotterdam | 12 | 4  | 2  | 6  | 21 | 31 | 10  | -10 | -                                       |
| 6   | HVV Den Haag        | 12 | 4  | 2  | 6  | 16 | 28 | 10  | -12 | -                                       |
| 7   | Celeritas           | 12 | 0  | 4  | 8  | 7  | 30 | 4   | -23 | No participa la propera temporada.      |

PJ = Partits jugats; PG = Partits guanyats; PE = Partits empatats; PP = Partits perduts; GF = Gols a favor; GC = Gols en contra; Pts = Punts; DG = Diferència de gols

## Play-off del campionat
| Equip 1 | Marcador | Equip 2 |
| ------- | -------- | ------- |
| RAP     | 4–2      | Vitesse |

El RAP va guanyar el campionat.